# Pachycephus
Pachycephus is een geslacht van  halmwespen (familie Cephidae).

## Soorten
- P. cruentatus (Eversmann, 1847)
- P. smyrnensis J. P. E. F. Stein, 1876